# 壓力鋼管

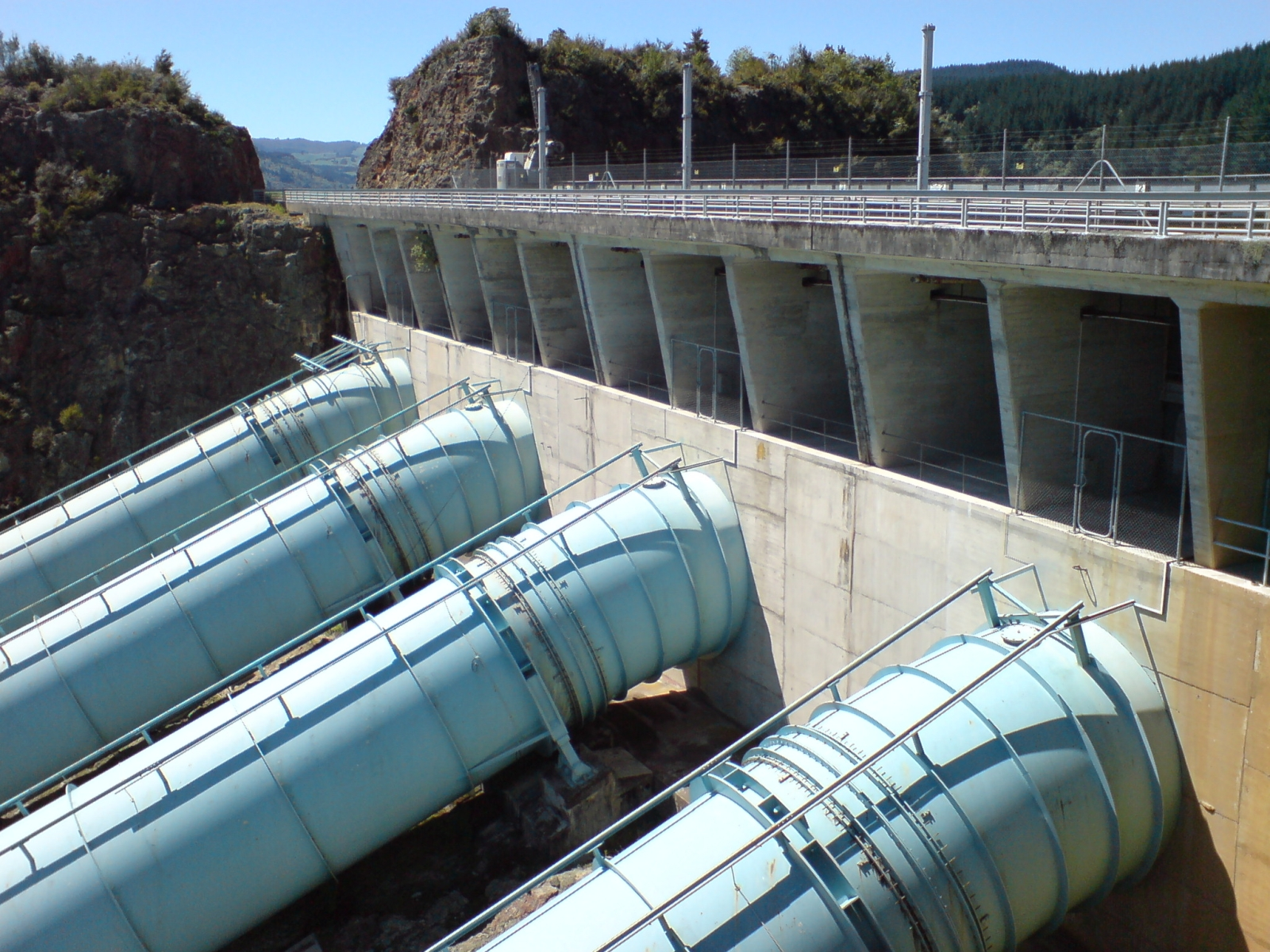
紐西蘭發電廠的壓力鋼管

壓力鋼管的橫截面圖

壓力鋼管（英語：Penstock）或稱作水壓鋼管，為一種用來輸送極大水壓水流的鋼製管路。其中，鋼管內屬於封閉性的環境，並且水流的強度可以透過水閘門或是柵欄的開關進行控制。

## 技術
壓力鋼管此種水流導引技術最早起源於水流帶動水車時，轉動的轉輪產生能量，並利用這種能量來磨製穀物。最早的壓力鋼管並非鋼管形式，而是長條的渠道形式，因此壓力鋼管一詞最早被稱之為壓力管道，從歷史上來說，渠道形式是最常用的，當時的壓力管道，會與現有的水路連結。並且，當水源處的水閘門完全開啟後，水可自由流入壓力管道中。而當水閘門被關閉後，水流就會被限制而無法流入壓力管道。另外通常在壓力管道進水處會另外再設置柵欄或是過濾器，以防止大量的碎片，如樹枝，砂石等碎屑物進入管道中並使其堵塞。
後於近代，該技術常用於水力發電時，水從高處向低處水輪機沖下時的導水鋼製管路，或是工廠在輸送油料與水流時的鋼管，而稱之為壓力鋼管。類似的技術也可應用於水壩的排洪方案或是取水方案，而在防止水位異常變化的防洪系統中，壓力鋼管也是常見的導水排洪應用方式。

## 維護
壓力鋼管長期使用下，需要執行定期的檢測、維修以及修繕工作。其中，壓力鋼管的孔道中通常需要定期的清洗，以清除隨時間而積累下來卡在鋼管內部的藻類和雜物。並且，定期的維護與檢測也能夠用於防止災難性故障而可能導致氾濫及其它的嚴重安全問題。

## 應用

### 水力發電

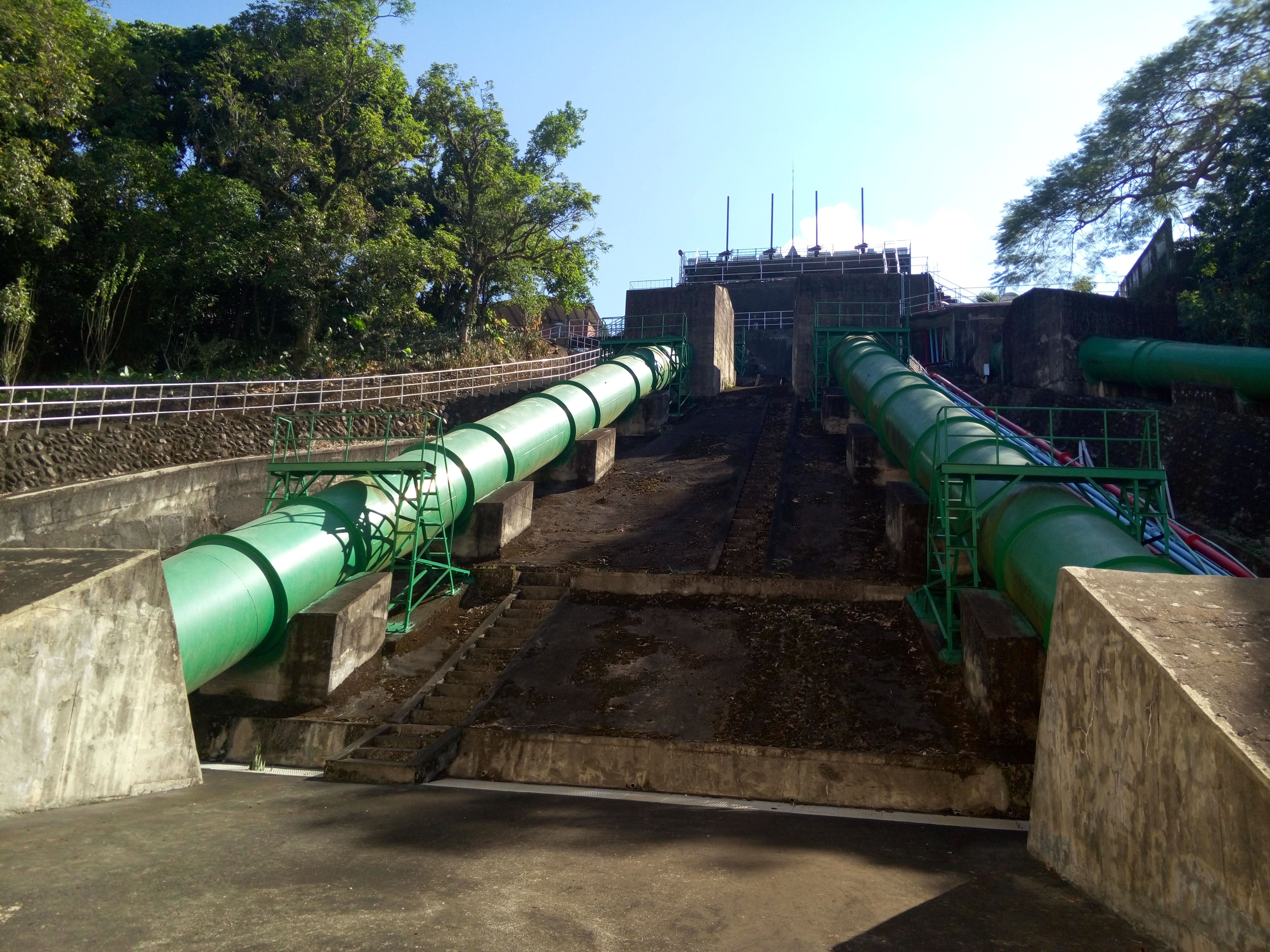
臺灣高屏發電廠六龜機組的壓力鋼管

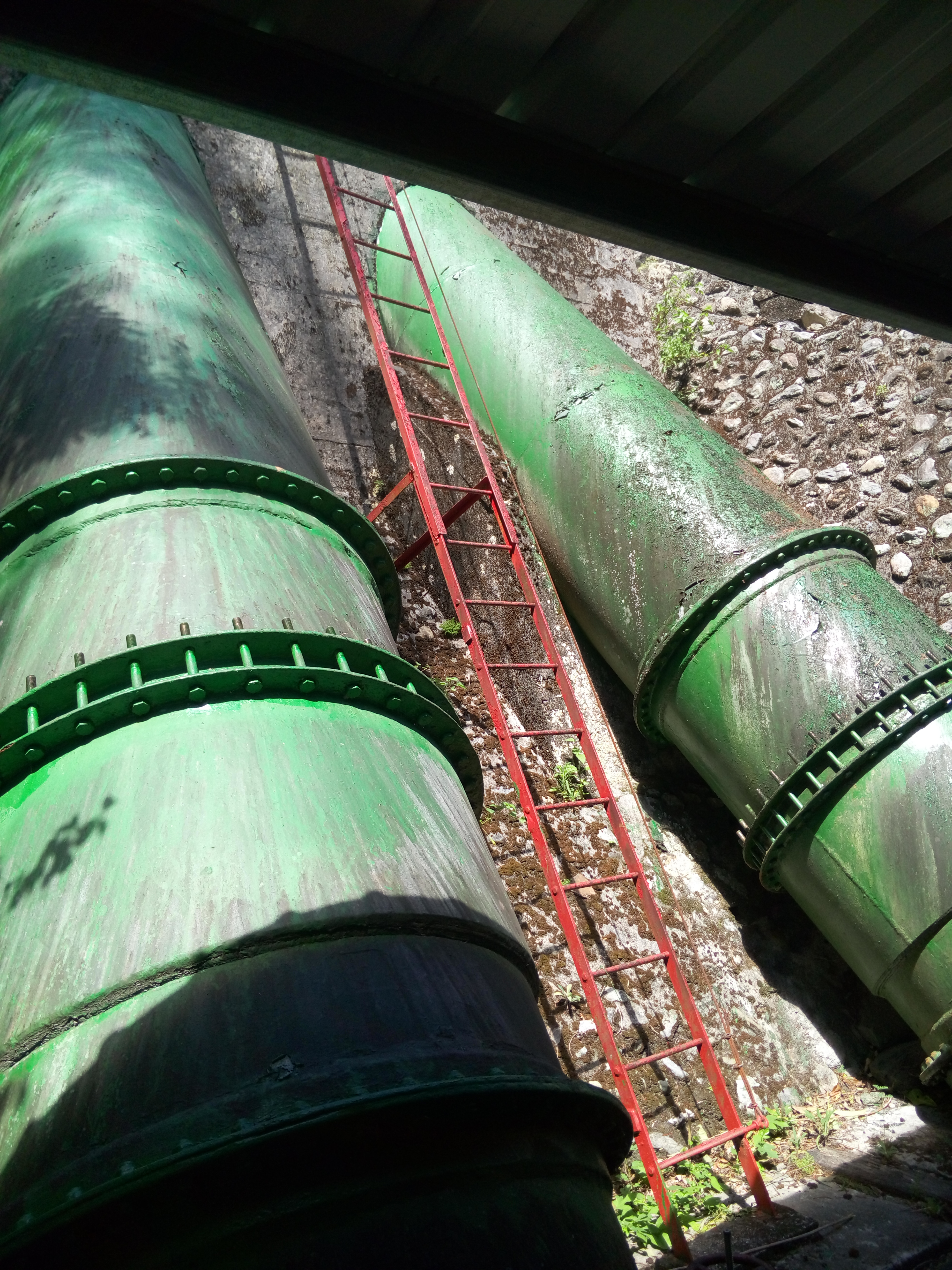
臺灣東興發電廠的壓力鋼管

水力發電廠中，不管是抽水蓄能式，或是慣常式，絕大多數都會有壓力鋼管的設置，抽水蓄能式發電廠中，上池與下池之間連結的管路，即為壓力鋼管，而慣常式發電廠中，水頭高度頂端的前池與底處水輪機連結的水壓管線也是壓力鋼管。
水力發電廠的壓力鋼管可分為以下幾種形式：
- 明管（直接暴露於戶外中）
- 地下埋管（掩埋於地底下）
- 壩體埋管（壓力鋼管直接融入於水壩壩體之中）
- 鋼襯鋼筋混凝土管
- 其他管型（如回填管、墊層管、岔管等）

### 油料輸送
壓力鋼管也常見於長距離的油料輸送，而最被世人所知的便是當前世界上最長的輸油管路友誼輸油管道。

### 其他例子
壓力鋼管也常見於汙水處理廠或是垃圾掩埋場中用來輸送以處理與尚未汙水或是垃圾堆積所滋生的水流。

## 資料來源
1. 1 2 3 4 5 6 7  . wiseGEEK.   [2015-12-26]. （原始内容存档于2020-08-10） （英语）.
2. ↑  . 中華陽光聯誼會.   [2015-12-26]. （原始内容存档于2016-03-05） （中文（臺灣））.
3. ↑   (PDF). 中华人民共和国水利部. 2003-03-13  [2015-12-26] （中文（中国大陆））.[永久]
4. ↑  杨筱蘅、张国忠. . 东营: 石油大学出版社. 1996年8月: P3—P4. ISBN 7-5636-0866-4.

## 外部連結
（简体中文）中华人民共和国水利部 - 水电站压力钢管设计规范